# 삼성 갤럭시 버즈 라이브
삼성 갤럭시 버즈 라이브(Samsung Galaxy Buds Live)는 삼성전자가 삼성 기어 제품군용 블루투스 무선 이어버드를 출시한 제품이다. 가상 갤럭시 언팩 이벤트 동안 2020년 8월 5일에 공식적으로 발표되었다.

## 사양
| 제품          | 갤럭시 버즈 라이브 (Bluetooth®)            |
| 이어버드 크기 | 27.3 x 16.5 x 14.9 mm                      |
| 이어버드 무게 | 5.6g                                       |
| 케이스 크기   | 50.2 x 50.0 x 27.8 mm                      |
| 케이스 무게   | 42.2g                                      |
| 네트워크      | Bluetooth 5.0                              |
| 센서          | 가속도계, 근접 센서, 홀 센서               |
| 배터리        | 이어버드 Li-Ion 60mAh 케이스 Li-Ion 472mAh |
| 충전          | 무선 충전 (WPC 자기 유도 방식)             |

## 특징
갤럭시 버즈 라이브는 활발한 소음 제거, 콩 모양, 날개 끝 디자인을 특징으로 한다. 이어폰은 블랙, 화이트, 미스틱 브론즈로 다양하게 사용할 수 있다. 이어버드는 세로 2.8cm, 너비 1.3cm인 반면 충전 케이스는 두께가 2.6cm이다. 꽃봉오리의 아랫부분은 귀의 윗부분을 채우는 반면, 뒷부분은 귀의 윗부분을 채운다.

## 같이 보기
- 삼성 갤럭시 버즈 시리즈